# Alex Leavitt

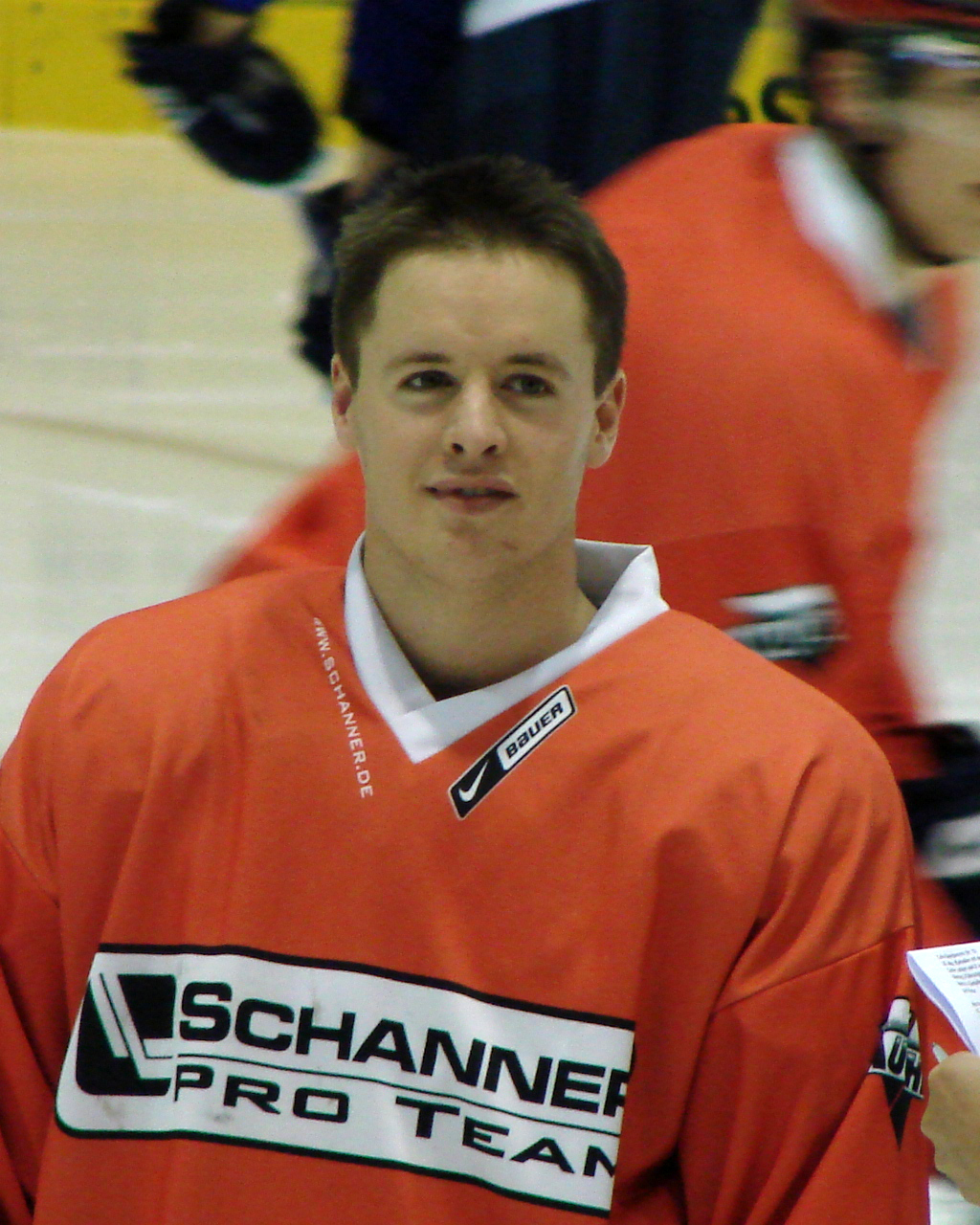
Alex Leavitt bei den Kassel Huskies

Alex Leavitt (* 31. Januar 1984 in Edmonton, Alberta) ist ein ehemaliger kanadischer Eishockeyspieler, der zuletzt für den Braehead Clan in der Elite Ice Hockey League spielte.

## Karriere
Alex Leavitt spielte in seiner Jugend zwei Jahre für die Collegemannschaft der University of Wisconsin–Madison in der Western Collegiate Hockey Association, einer Liga im Spielbetrieb der NCAA, ehe er von 2003 bis 2005 in der kanadischen Juniorenliga WHL für die Swift Current Broncos und die Everett Silvertips aufs Eis ging. In der Spielzeit 2005/06 absolvierte der Center seine erste Profisaison in der unterklassigen ECHL bei den Alaska Aces und war mit 91 Punkten Topscorer der Liga. In der Saison 2006/07 kam Leavitt für drei unterschiedliche Mannschaften in der ECHL sowie der American Hockey League zum Einsatz. Auch im Spieljahr 2007/08 absolvierte der Kanadier einige Spiele für die San Antonio Rampage in der AHL, verbrachte die Saison aber hauptsächlich bei den Arizona Sundogs aus der Central Hockey League. Leavitt war in der Liga bester Vorlagengeber und Scorer mit 88 Assists und 128 Scorerpunkten in 58 Spielen.
Mit dem Wiederaufstieg der Kassel Huskies in die Deutsche Eishockey Liga zur Saison 2008/09 wechselte Leavitt nach Deutschland, wo er einen Einjahresvertrag bei den Nordhessen unterschrieb. Zur Saison 2010/11 wechselte Leavitt zu den Ravensburg Towerstars in die 2. Eishockey-Bundesliga, die er mit dem Klub gewinnen konnte. Er selbst trug als Topscorer und bester Vorbereiter der Liga maßgeblich dazu bei. Im Mai 2011 unterzeichnete Leavitt einen Kontrakt bei Hämeenlinnan Pallokerho aus der finnischen SM-liiga. In dieser Saison war er der Topscorer im Team. Nach der Saison wechselte er zum KHL Medveščak Zagreb in die EBEL. Am 15. November verließ er Zagreb und kehrte in die 2. Eishockey-Bundesliga zurück, diesmal aber zu den Schwenninger Wild Wings. Nach einem kurzen Intermezzo beim IK Oskarshamn aus der HockeyAllsvenskan wechselte er im Oktober 2013 zu den Aalborg Pirates und wurde 2014 als Topscorer der Metal Ligaen auch in deren Second All-Star-Team gewählt. Anschließend kehrte er für ein Jahr nach Ravensburg zurück, bevor er 2015 zum Braehead Clan in die britische Elite Ice Hockey League wechselte. Dort war er 2016 bester Vorlagengeber der Liga, bevor er 2017 seine Karriere beendete.

## Erfolge und Auszeichnungen
| - 2001 SJHL Rookie of the Year - 2006 Teilnahme am ECHL All-Star Game - 2006 ECHL All-Rookie Team - 2006 ECHL Rookie of the Year - 2006 ECHL Leading Scorer - 2006 ECHL First All-Star Team - 2006 Kelly-Cup-Gewinn mit den Alaska Aces - 2008 All-CHL Team | - 2008 Ray-Miron-President’s-Cup-Gewinn mit den Arizona Sundogs - 2008 Central Hockey League Playoffs MVP - 2008 Joe Burton Award - 2011 2. Bundesliga-Meister mit den Ravensburg Towerstars - 2011 Bester Vorlagengeber der 2. Bundesliga - 2011 Topscorer der 2. Bundesliga - 2014 Topscorer und Second All-Star-Team der Metal Ligaen - 2016 Bester Vorlagengeber der Elite Ice Hockey League |

## Karrierestatistik
(Legende zur Spielerstatistik: Sp oder GP = absolvierte Spiele; T oder G = erzielte Tore; V oder A = erzielte Assists; Pkt oder Pts = erzielte Scorerpunkte; SM oder PIM = erhaltene Strafminuten; +/− = Plus/Minus-Bilanz; PP = erzielte Überzahltore; SH = erzielte Unterzahltore; GW = erzielte Siegtore; 1 Play-downs/Relegation; Kursiv: Statistik nicht vollständig)